# 百強蚜
百強蚜（学名：Impatientinum impatiens）为常蚜科百強蚜屬下的一个种。